# Oyace
Oyace (pron. fr. AFI: [ɔjas] ) è un comune italiano di 200 abitanti della Valle d'Aosta centrosettentrionale.

## Geografia fisica

### Territorio
Oyace è il primo comune della val di Bionaz, che si divide dalla Valpelline a monte del capoluogo omonimo. Oyace sorge a 1377 m s.l.m. sulla destra orografica del torrente Buthier.
- Classificazione sismica: zona 4 (sismicità molto bassa)[4]

Panorama di Oyace
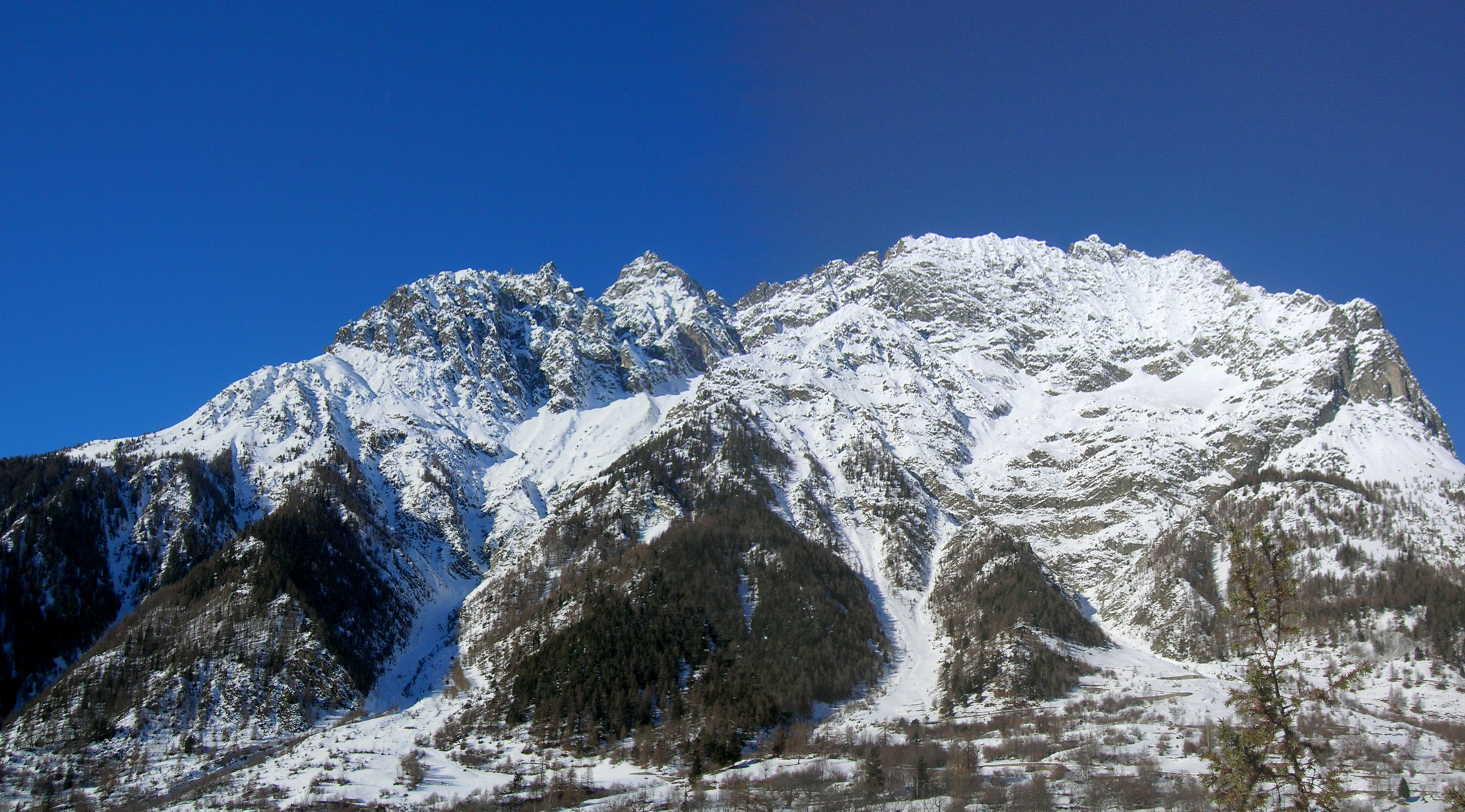
Vista delle montagne che cingono Oyace
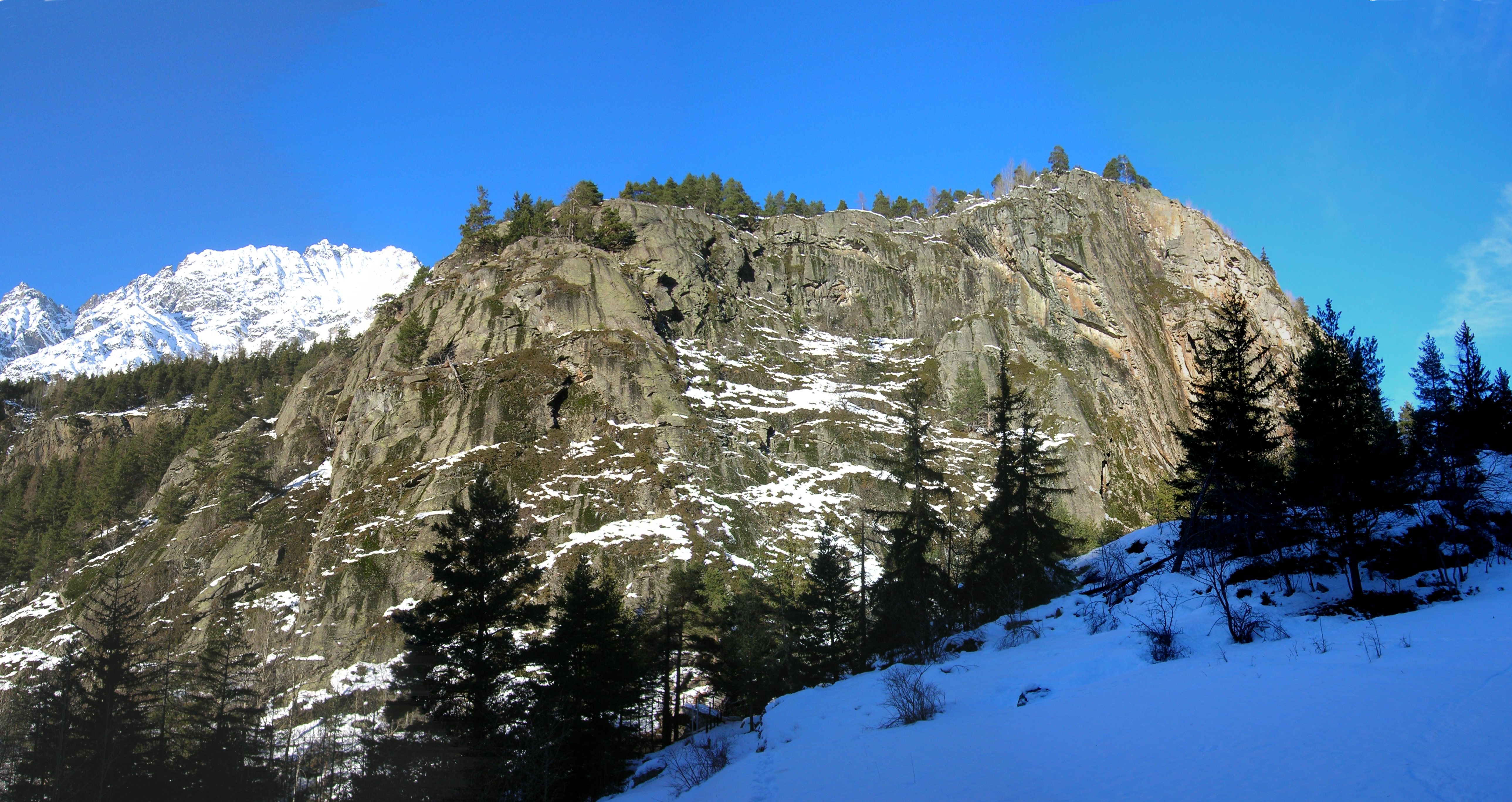
Panorama dall'Alta via 1 nei pressi dell'orrido di Betenda
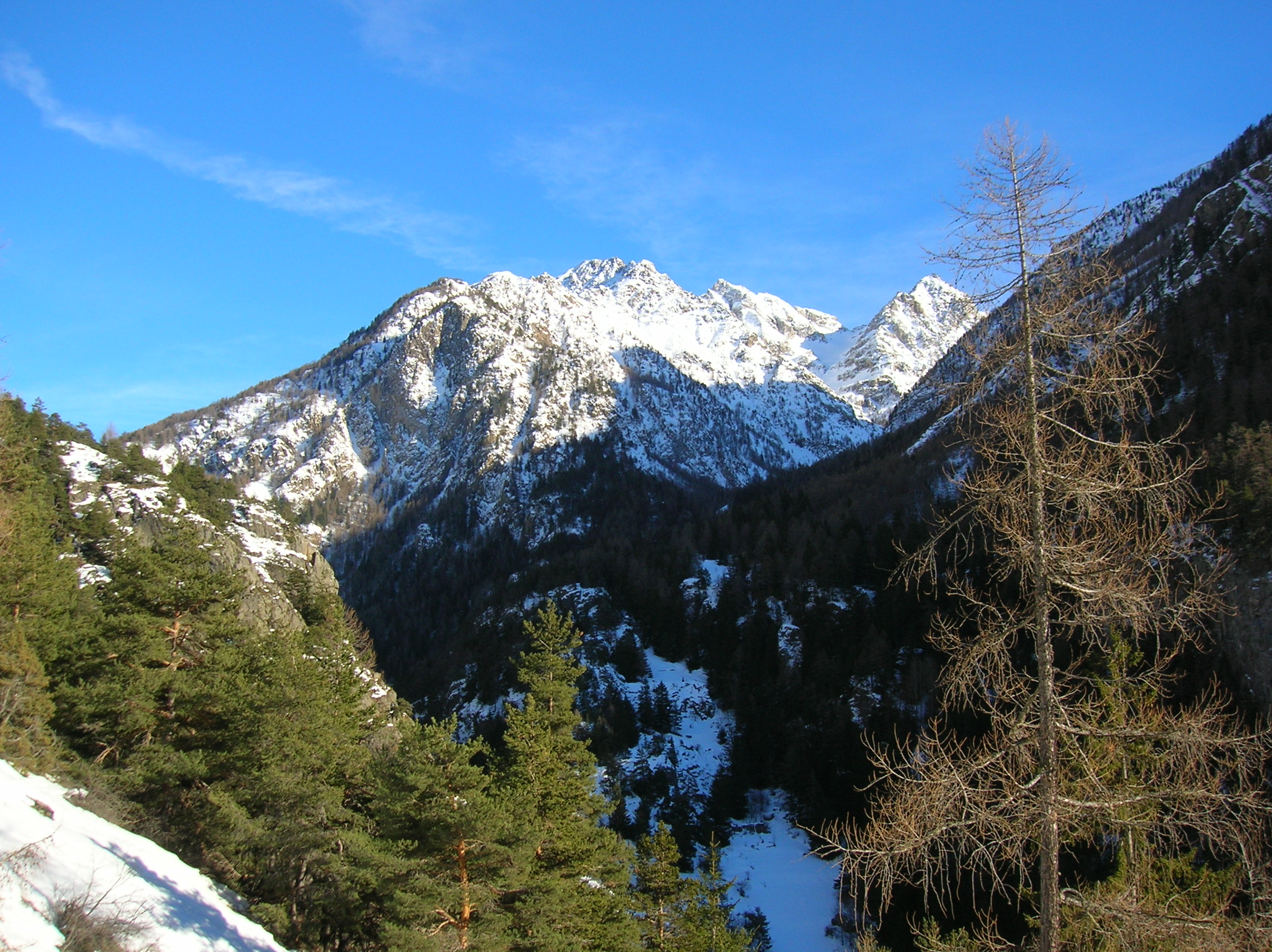
Panorama dalla Tour d'Oyace
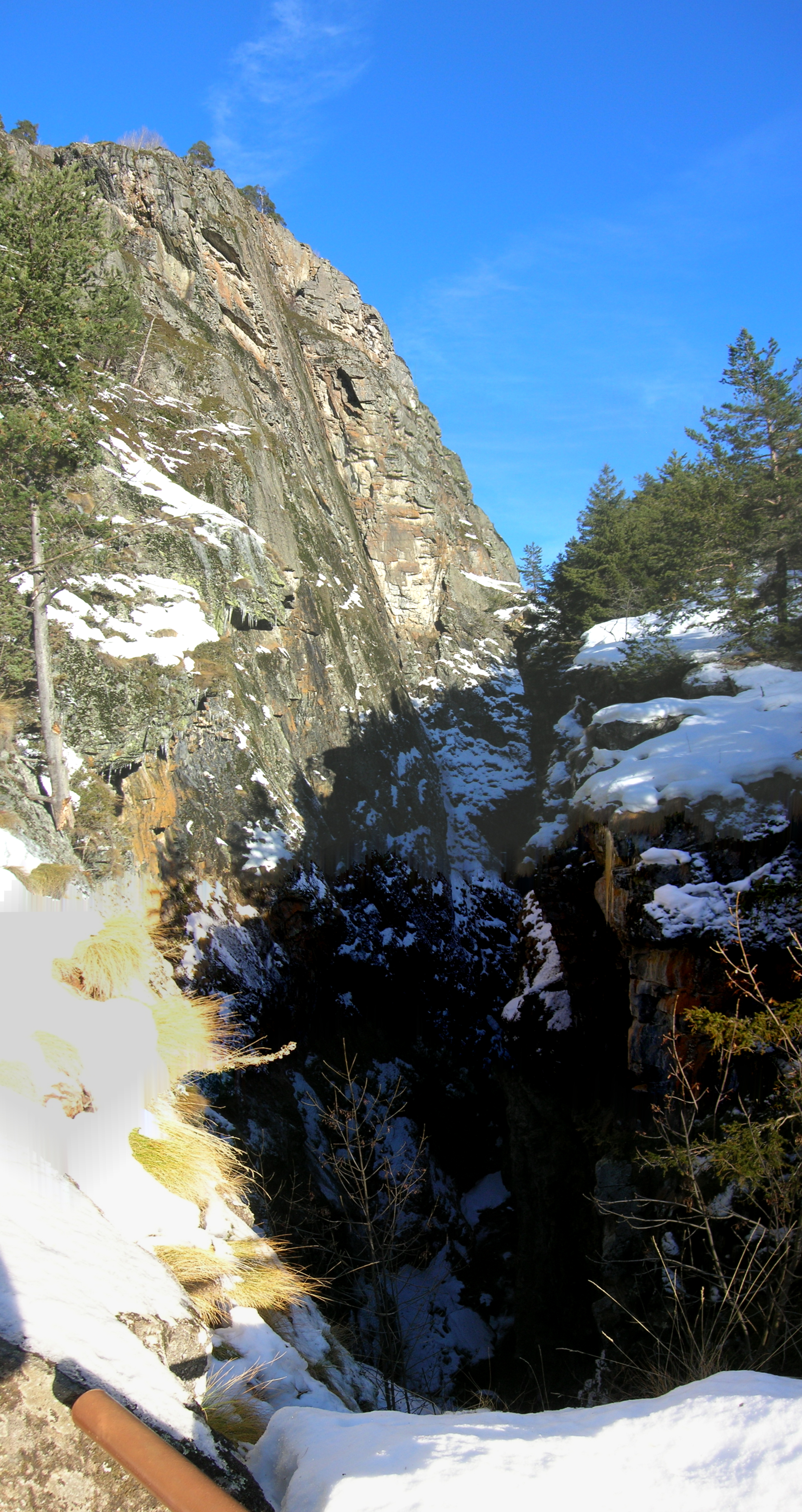
L'orrido di Betenda

In inverno le temperature sono particolarmente rigide. La Valpelline è conosciuta localmente come Combe Froide (in francese) o Coumba fréda (in patois), cioè la "valle fredda", per via del suo clima particolarmente rigido.

## Toponimo
Il toponimo latino è Ojacium, anticamente Castum Agaciæ o Agacium. Cfr. la non lontana Ayas o il torrente Ayasse.
In epoca fascista, il toponimo fu italianizzato in Oiasse, dal 1939 al 1946.

## Storia

### Medioevo
La Baronia di Quart, Valpelline e Oyace fu tra le più importanti del Ducato di Savoia: essa era in mano alla famiglia De la Porte Saint-Ours o De Porta Sancti Ursi.
In epoca medievale i Signori di Oyace, di cui sappiamo poco, furono infeudati nel cosiddetto castello di Oyace, feudo di cui oggi resta memoria nella presenza della torre castellata detta Tornalla; probabilmente per la loro cattiva condotta tali Signori di Oyace furono destituiti e la loro casaforte distrutta.

### Simboli
Lo stemma e il gonfalone sono stati concessi con decreto del presidente della Repubblica del 27 aprile 1994.
Nello stemma è rappresentata la torre detta Tornalla.
Il gonfalone è un drappo di bianco.

## Monumenti e luoghi d'interesse
Notevole la torre che domina la vallata: a pianta ottagonale, già citata in documenti del XII secolo, è detta Tornalla.
Altri monumenti:
- il Ponte della Betenda: un primo ponte venne costruito nel 1352 in legno, quello che attualmente scavalca l'orrido di Betenda, una forra profonda scavata dal Buthier raccogliendo le acque provenienti dal ghiacciaio delle Grandes Murailles, risale al 1688 ed è in pietra[12]
- la maison detta "La Tour de Valpelline", di epoca medievale, appartenuta al Conte di Savoia[13]
- la Chiesa parrocchiale di San Michele
- la Cappella a Verdonaz, detta anche Santuario di Notre-Dame-des-Neiges o santuario di Verdonaz, a 2317 m s.l.m.
- il "faggio di Voisinal", albero monumentale centenario di proprietà privata[13]

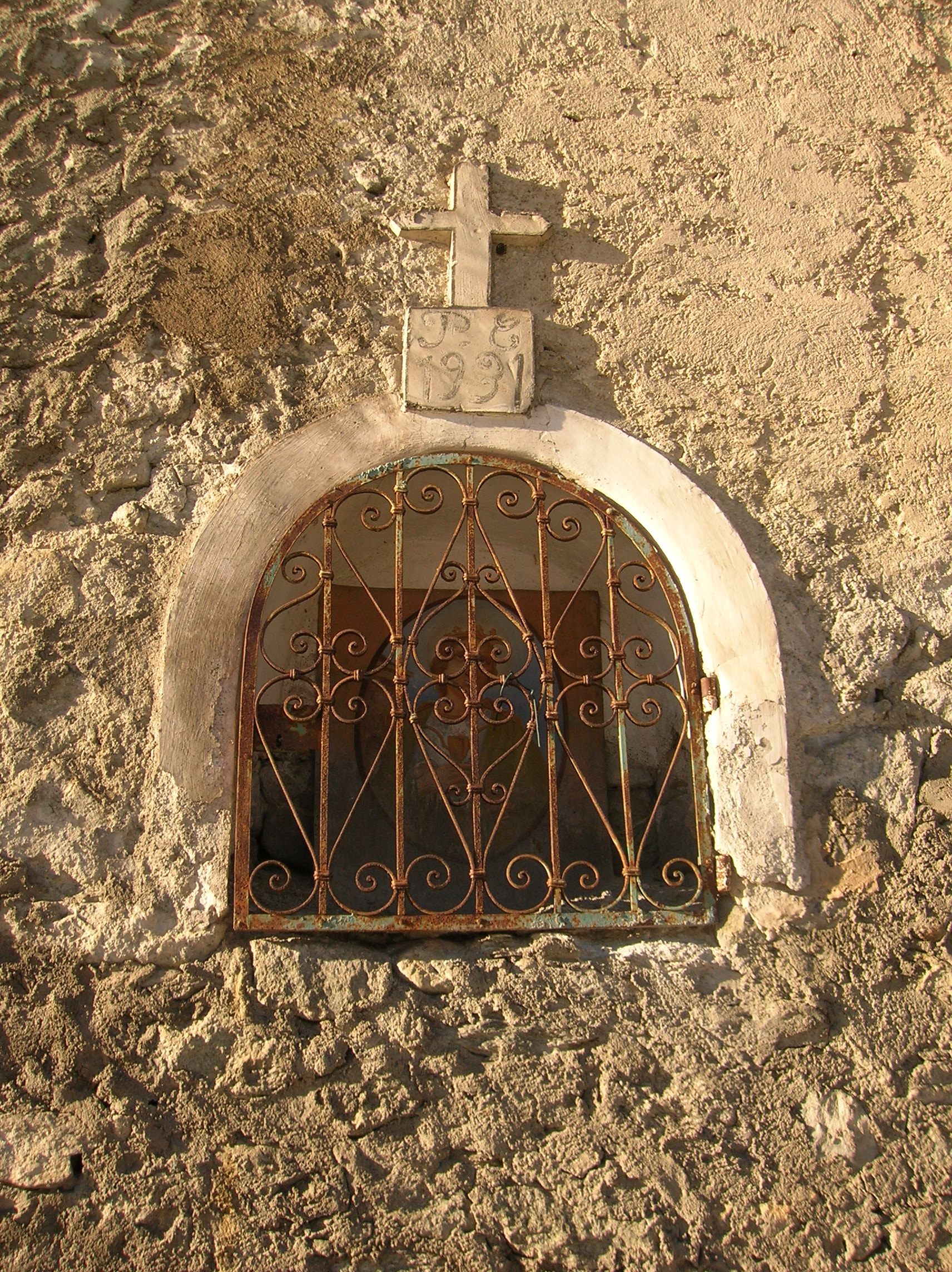
Dettaglio del villaggio Le Closé.
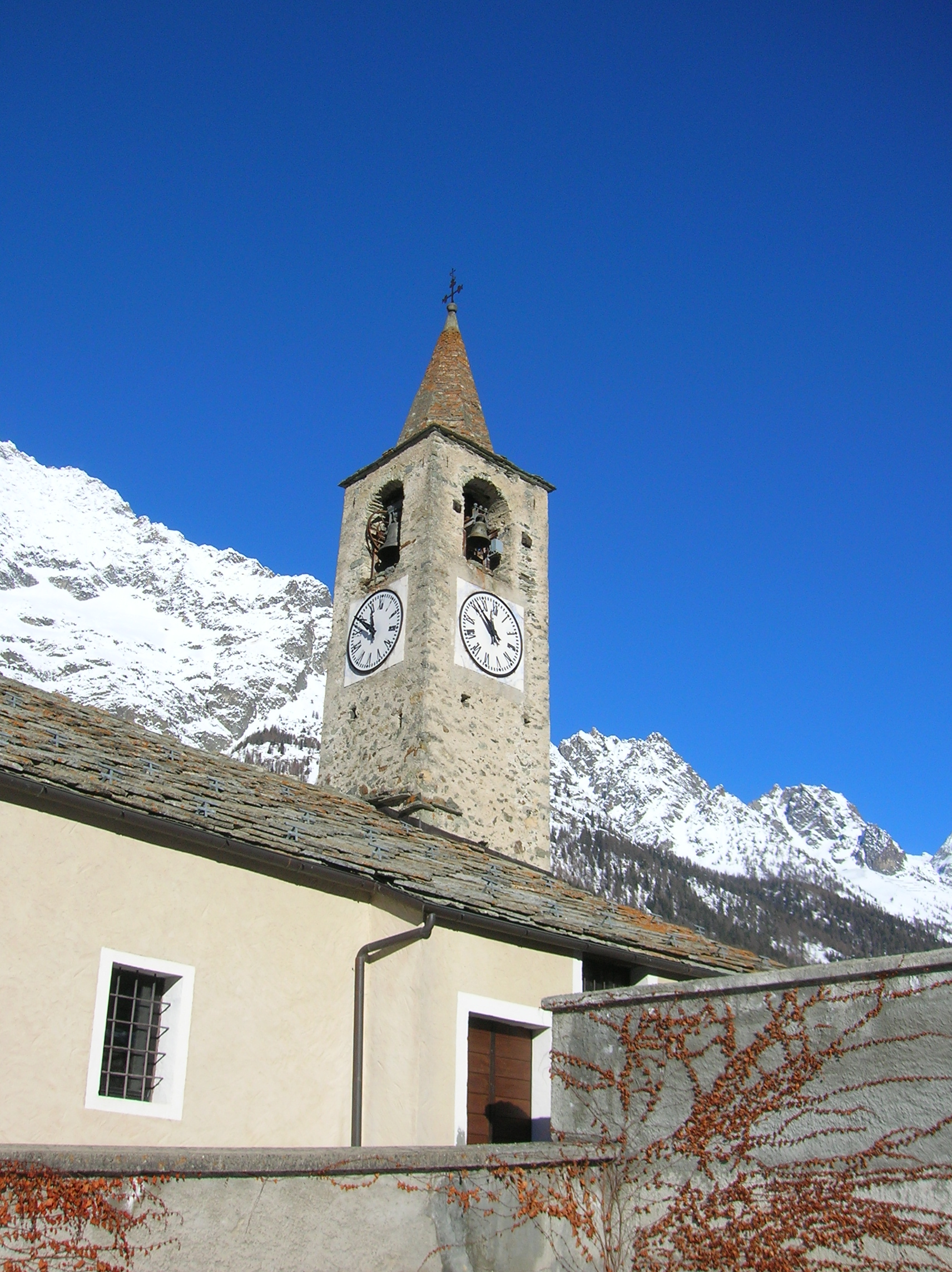
Campanile della Chiesa parrocchiale
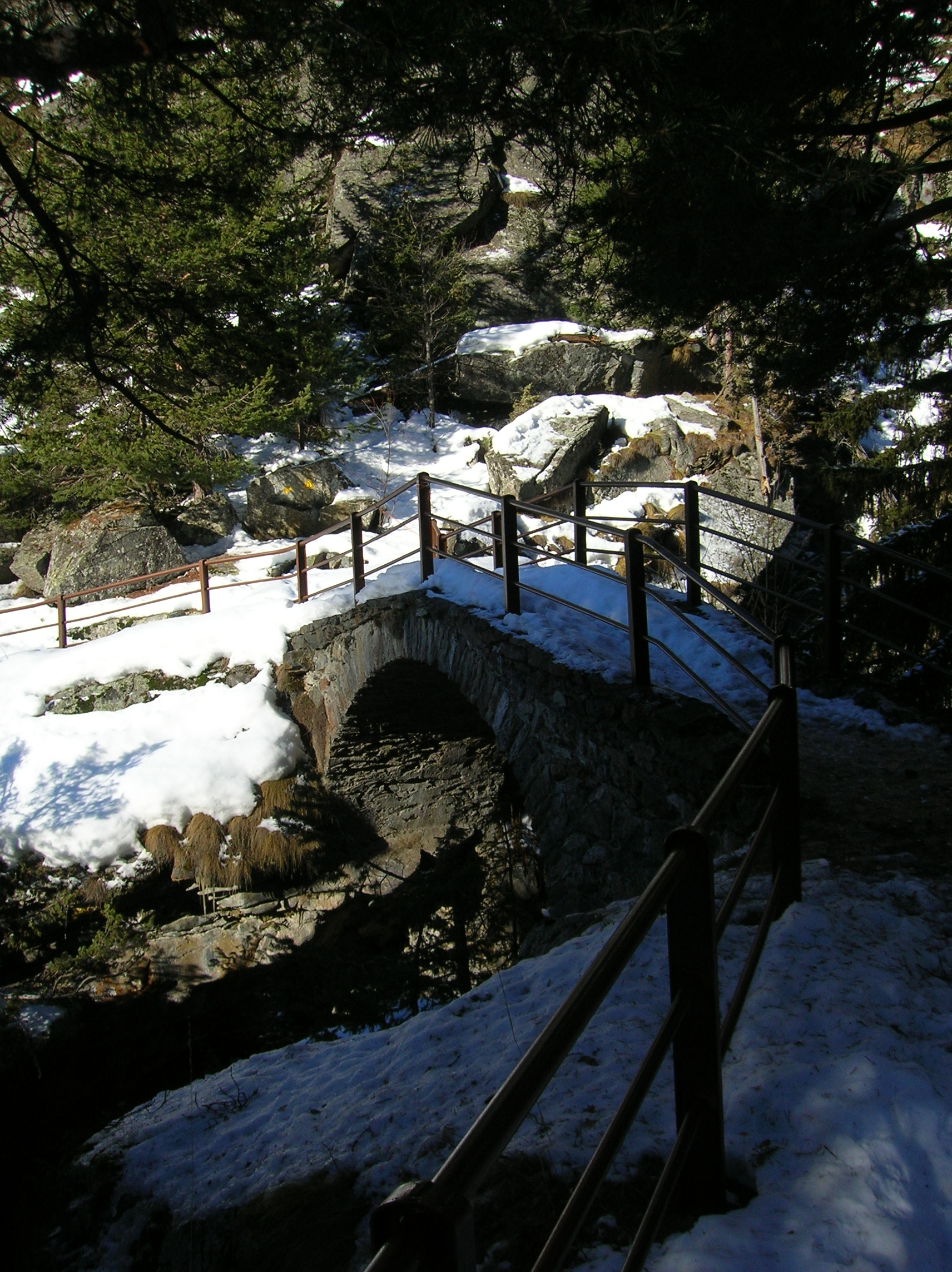
Il ponte di Betenda, su cui passa l'Alta via n.1
La frazione Le Closé.
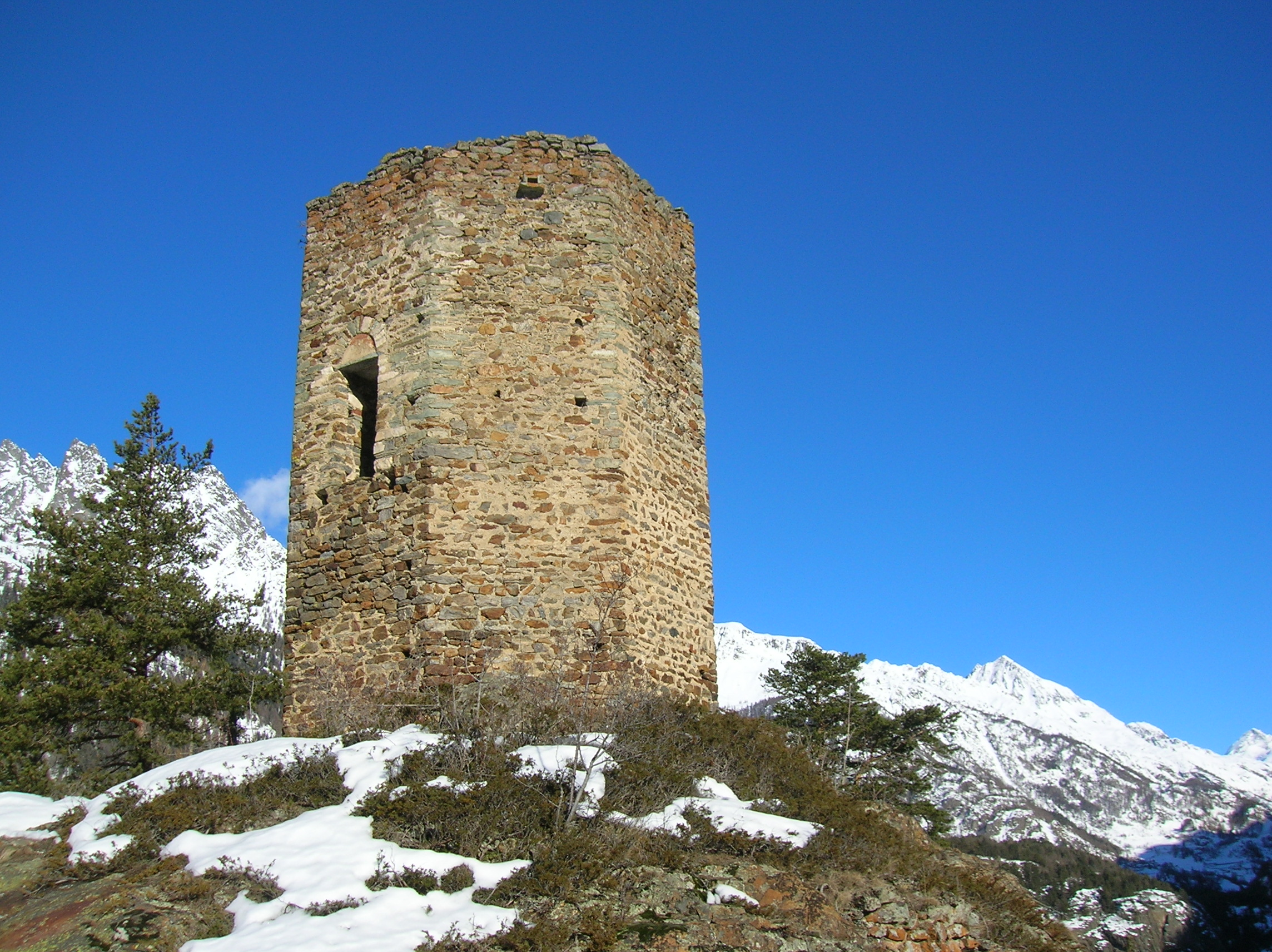
La Tornalla

## Società

### Evoluzione demografica
Abitanti censiti

### Lingue e dialetti
Come nel resto della regione, anche in questo comune è diffuso il patois valdostano.

## Cultura

### Biblioteche
In località La Crétaz 1 ha sede la biblioteca comunale, intitolata a Aimé Chenal, coautore del dizionario francese-patois valdostano (Nouveau dictionnaire du patois valdôtain) insieme a Raymond Vautherin. Particolarmente rilevante è la sezione dedicata al mondo dell'alpinismo e della letteratura locale e sulla montagna.

### Eventi
Il 5 agosto si svolge il pellegrinaggio della Madonna delle Nevi (Notre-Dame-des-Neiges) al santuario di Verdonaz (pron. "Verdonà").

#### Carnevale dellaCombe Froide
A carnevale, di grande interesse la sfilata delle Landzette, le maschere tradizionali della Combe Froide. Tali maschere sono ispirate alla divisa delle truppe napoleoniche, che seminarono il terrore al loro passaggio nel maggio del 1800. Per esorcizzare questo evento, la popolazione della Combe Froide, la zona della Valpelline e della Valle del Gran San Bernardo, ha elaborato nei secoli una coloratissima parodia delle divise militari dell'epoca, e il giorno del carnevale percorrono tutti i comuni delle due vallate in maniera estremamente chiassosa e festosa.

## Amministrazione

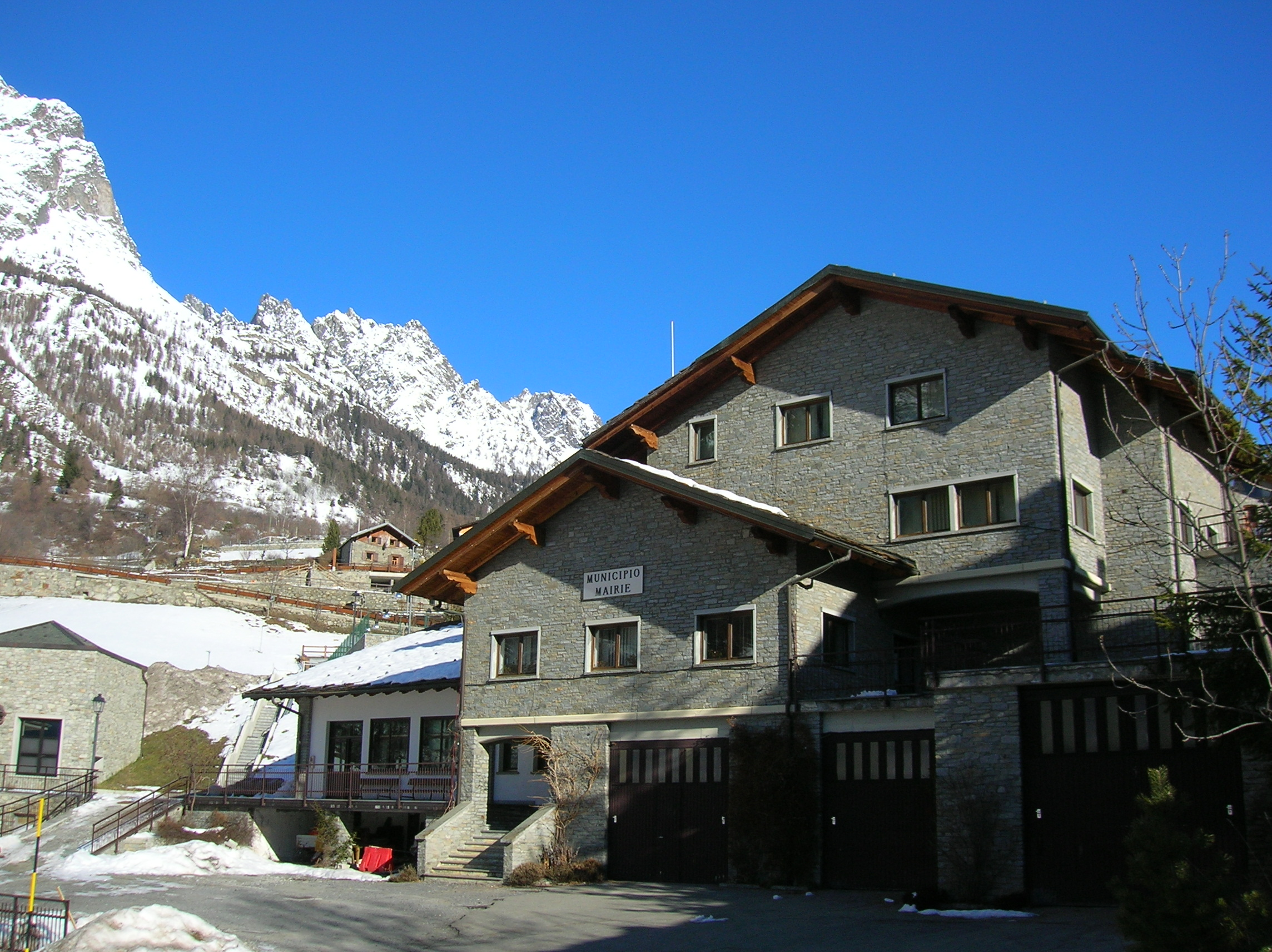
Il municipio di Oyace

Fa parte dell'Unité des Communes valdôtaines Grand-Combin.
Di seguito è presentata una tabella relativa alle amministrazioni che si sono succedute in questo comune.
| Periodo           | Periodo           | Primo cittadino  | Partito              | Carica  | Note   |
| ----------------- | ----------------- | ---------------- | -------------------- | ------- | ------ |
| 12 giugno 1985    | 29 maggio 1990    | Giulio Venturini | Democrazia Cristiana | Sindaco | [ 16 ] |
| 29 maggio 1990    | 29 maggio 1995    | Ettore Favre     | Union Valdôtaine     | Sindaco | [ 16 ] |
| 29 maggio 1995    | 8 maggio 2000     | Ettore Favre     | Union Valdôtaine     | Sindaco | [ 16 ] |
| 8 maggio 2000     | 9 maggio 2005     | Ettore Favre     | lista civica         | Sindaco | [ 16 ] |
| 9 maggio 2005     | 25 maggio 2010    | Massimo Chenal   | lista civica         | Sindaco | [ 16 ] |
| 24 maggio 2010    | 11 maggio 2015    | Remo Domaine     | lista civica         | Sindaco | [ 16 ] |
| 27 maggio 2015    | 22 settembre 2020 | Remo Domaine     |                      | Sindaco | [ 16 ] |
| 23 settembre 2020 | in carica         | Stefania Clos    | lista civica         | Sindaco | [ 16 ] |

### Gemellaggi
Oyace è gemellato con:
- Vex

## Sport

### Sport tradizionali
Ad Oyace, come in altri comuni valdostani, si praticano sport tradizionali come il fiolet e la pétanque.

### Altri sport
Sul territorio comunale è possibile praticare vari sport invernali ed estivi. Numerosi gli itinerari possibili: si pratica trekking e sono possibili escursioni invernali con le ciaspole. Presente un bivacco, il Bivacco La Lliée. Il comune è attraversato dall'Alta via della Valle d'Aosta n. 1, percorsa anche dal Tor des Géants. Alcune escursioni someggiate, con tappa a Oyace, sono organizzate lungo la Valpelline.

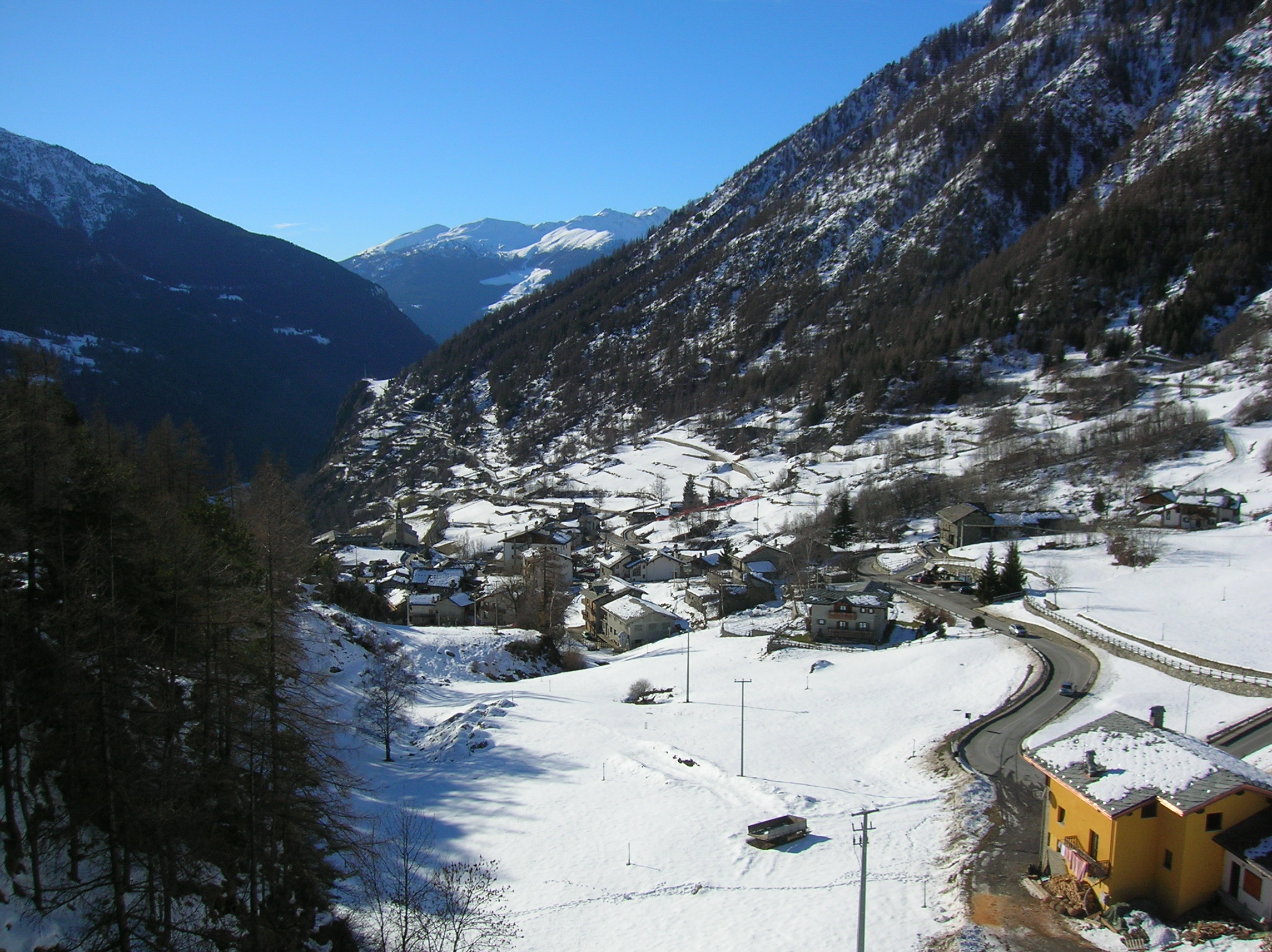
Panorama invernale di Oyace
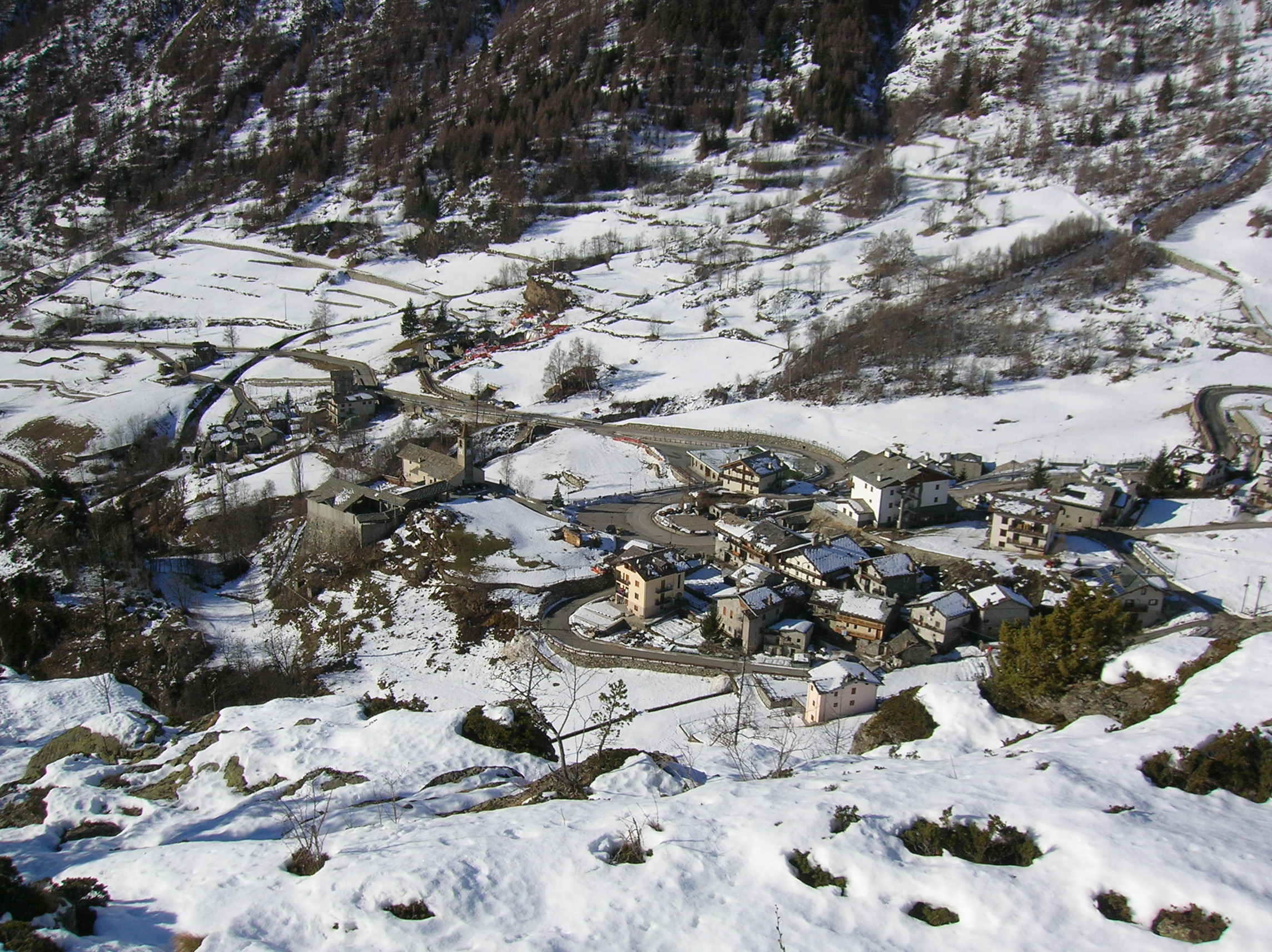
Oyace visto dalla Tornalla
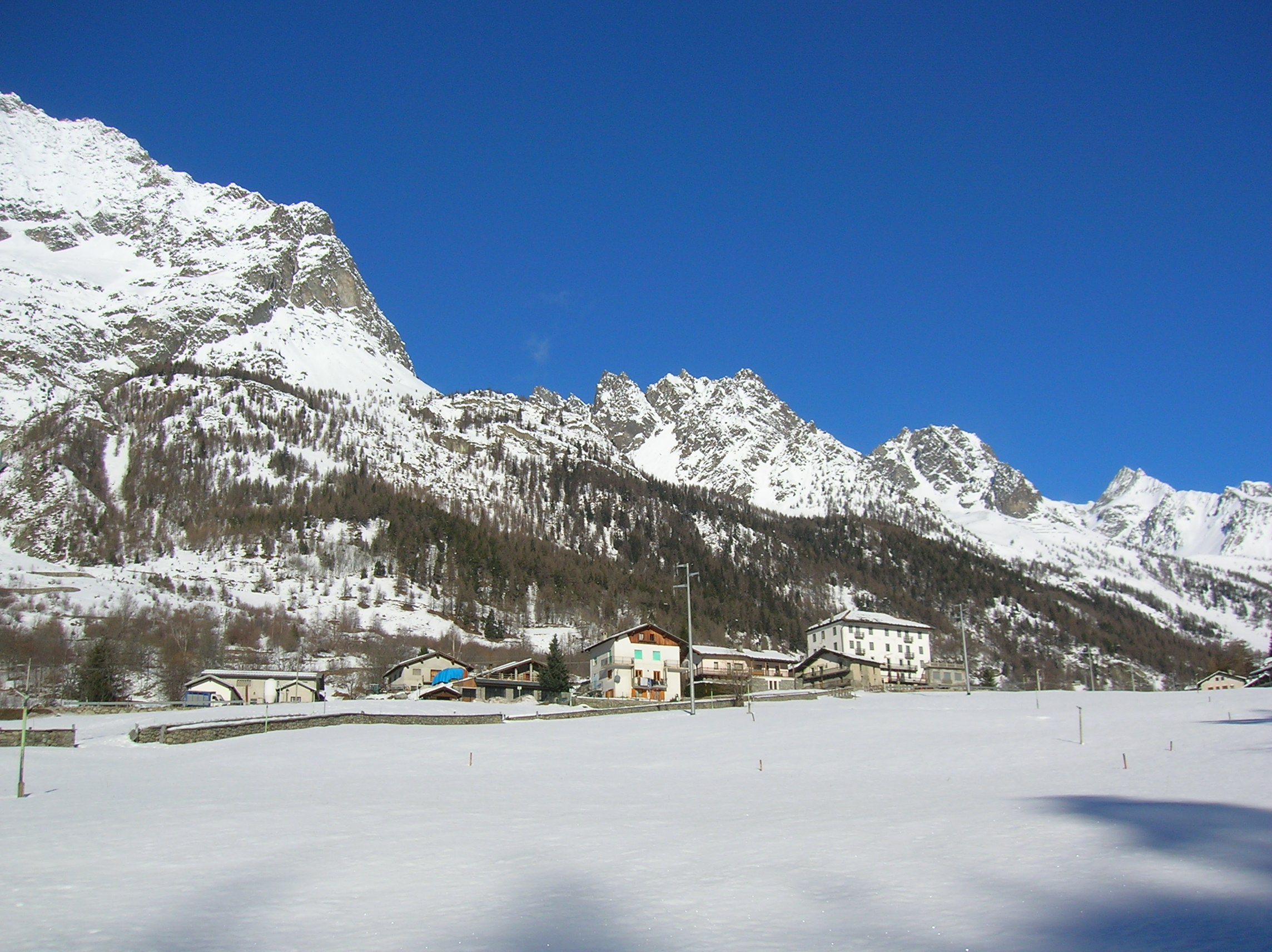
Una frazione immersa nella natura
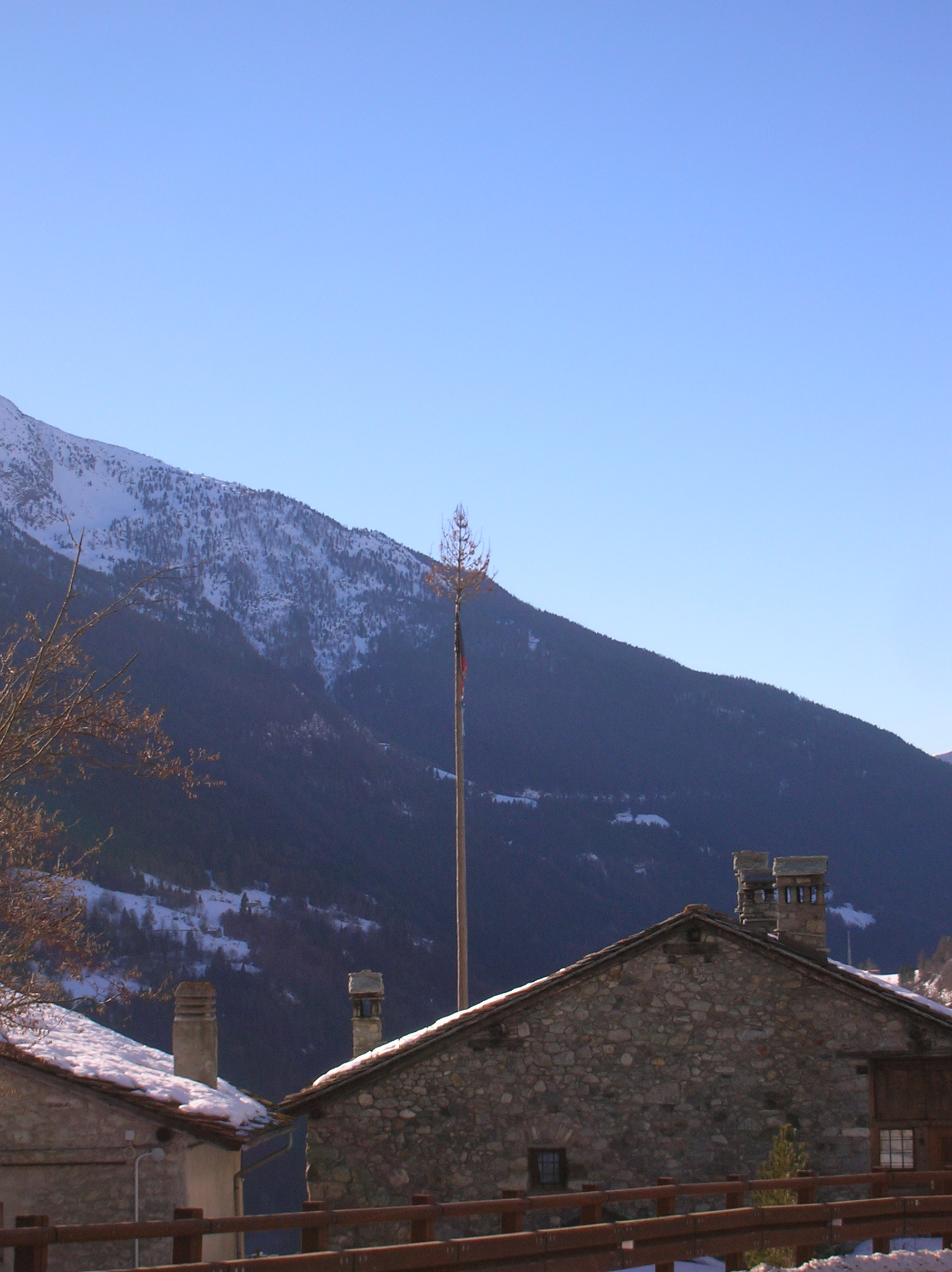
L'albero del sindaco
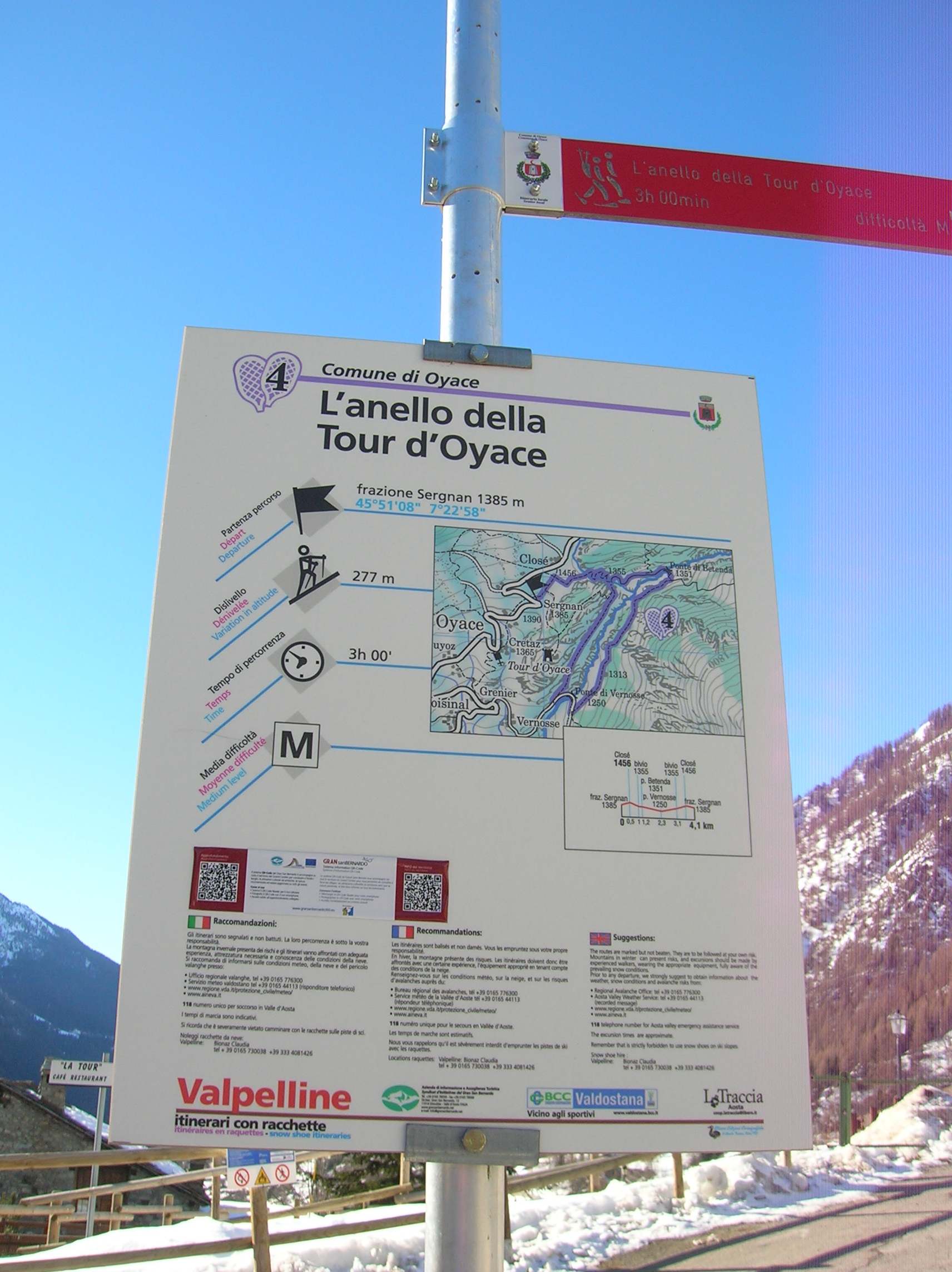
Cartello dell'anello della Tour d'Oyace